# Corbières catalanes
Pour les articles homonymes, voir Corbières.
Les Corbières catalanes (Corbera catalana) correspondent à l'extrémité sud-est des Corbières maritimes, située dans le département des Pyrénées-Orientales. Elles appartiennent au territoire plus vaste de la comarque du Roussillon en France.

## Présentation
Les communes appartenant aux Corbières catalanes sont situées entre l'étang de Salses et Estagel et sont une des composantes de la vallée de l'Agly (vall de l'Agli).
La vallée de l'Agly est composée (de l'amont vers l'aval) du Fenouillèdes, des Corbières catalanes et de la Salanque.
Elles appartiennent pour partie au Parc naturel régional Corbières-Fenouillèdes.